# لدنیتسا (استان اوپوله)
لدنیتسا (به لهستانی: Lednica) یک منطقهٔ مسکونی در لهستان است که در گمینا لوبشا واقع شده‌است.